# Royal Statistical Society
La Royal Statistical Society és una societat científica d'Estadística, un organisme professional per als estadístics, i una organització filantròpica que promou estadístiques per al bé públic.

## Història

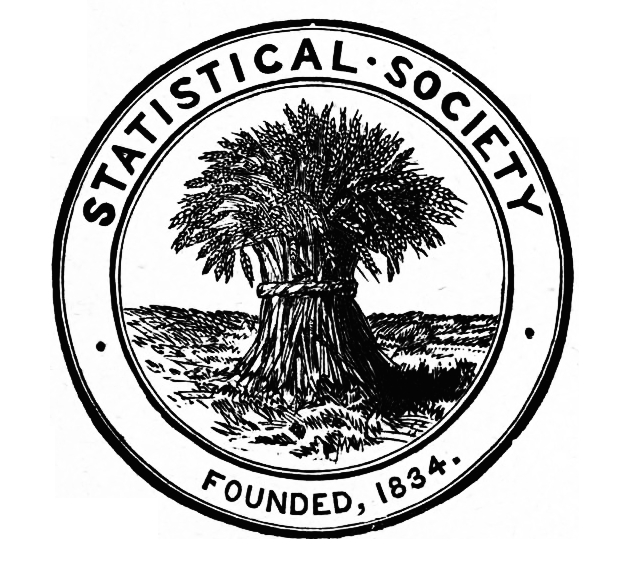
Darrer logotip

La societat va ser fundada el 1834 com la Statistical Society of London, encara que sense tenir cap relació amb la London Statistical Society que ja existia si més no des del 1824.
En aquell temps hi havia moltes societats estadístiques provincials a tota la Gran Bretanya, la gran majoria no han sobreviscut excepte la Manchester Statistical Society, anterior a la LSS. Les associacions es van formar amb el fi de recaptar informació sobre la societat i el seu objectiu era el disposar d'un millor coneixement polític i no tant el de desenvolupar sèries de mètodes.
Els membres es van anomenar a si mateixos "estatistes" i l'objectiu original era "... el recollir, organitzar i publicar dades per il·lustrar l'estat i les perspectives de la societat". La idea de la interpretació de les dades, o de tenir opinions, es va excloure explícitament.
El logotip original tenia com a lema “Aliis Exterendum” ("Perquè altres ho trillin", és a dir, ho interpretin), però aquesta separació va resultar ser un obstacle i el lema es va abandonar en logotips posteriors. Tot moltes dècades abans que les matemàtiques es consideressin com una part de tot projecte estadístic.

### Personalitats importants
Richard Jones, Charles Babbage, Adolphe Quetelet, William Whewell i Thomas Malthus van tenir un important paper en la fundació de la Societat. Un dels membres més famosos va ser Florence Nightingale, que el 1858 va esdevenir la primera dona que hi va ser membre de la Societat.
Stella Cunliffe va ser la primera dona president. Altres presidents notables han sigut William Beveridge, Ronald Fisher, Harold Wilson i David Cox.

### Royal Statistical Society
La Statistical Society of London va esdevenir la Royal Statistical Society el 1887 per la Cèdula Reial (“Royal Charter”)  i es va fusionar amb l'Institute of Statisticians el 1993.
Actualment la societat té 7.200 membres de tot el món, dels quals uns 1.500 són professionals qualificats, amb la condició d'estadístic col·legiat (CStat).
El gener de 2009, l'RSS va rebre l'estatus de Licensed Body del UK Science Council amb la concessió de l'estatus de Chartered Scientist. Des de febrer de 2009 la societat ha atorgat l'estatus de Chartered Científic als membres degudament qualificats.
Encara que molt poc habitual entre les societats professionals, tots els membres de l'RSS es coneixen com a "Fellow". Abans de la fusió, el 1993, amb Institute of Statisticians, el Fellows van fer servir l'acrònim FSS. La fusió va permetre a la societat a assumir el paper d'un organisme professional, així com el d'una societat científica. Fer servir l'acrònim FSS va ser vist com poc apropiat i es va fer servir cada vegada amb menys freqüència.

## Estructura
L'RSS té la seu a Errol Steet, EC1, al districte londinenc d'Islington prop del límit amb la ciutat de Londres, entre les estacions d'Old Street i Barbican.
La societat té diversos grups locals al Regne Unit, juntament amb un ampli nombre grup de seccions relacionades així com grups d'estudi. Cadascuna d'aquestes seccions i grups organitza conferències i seminaris sobre temes estadístics.

## Funcions

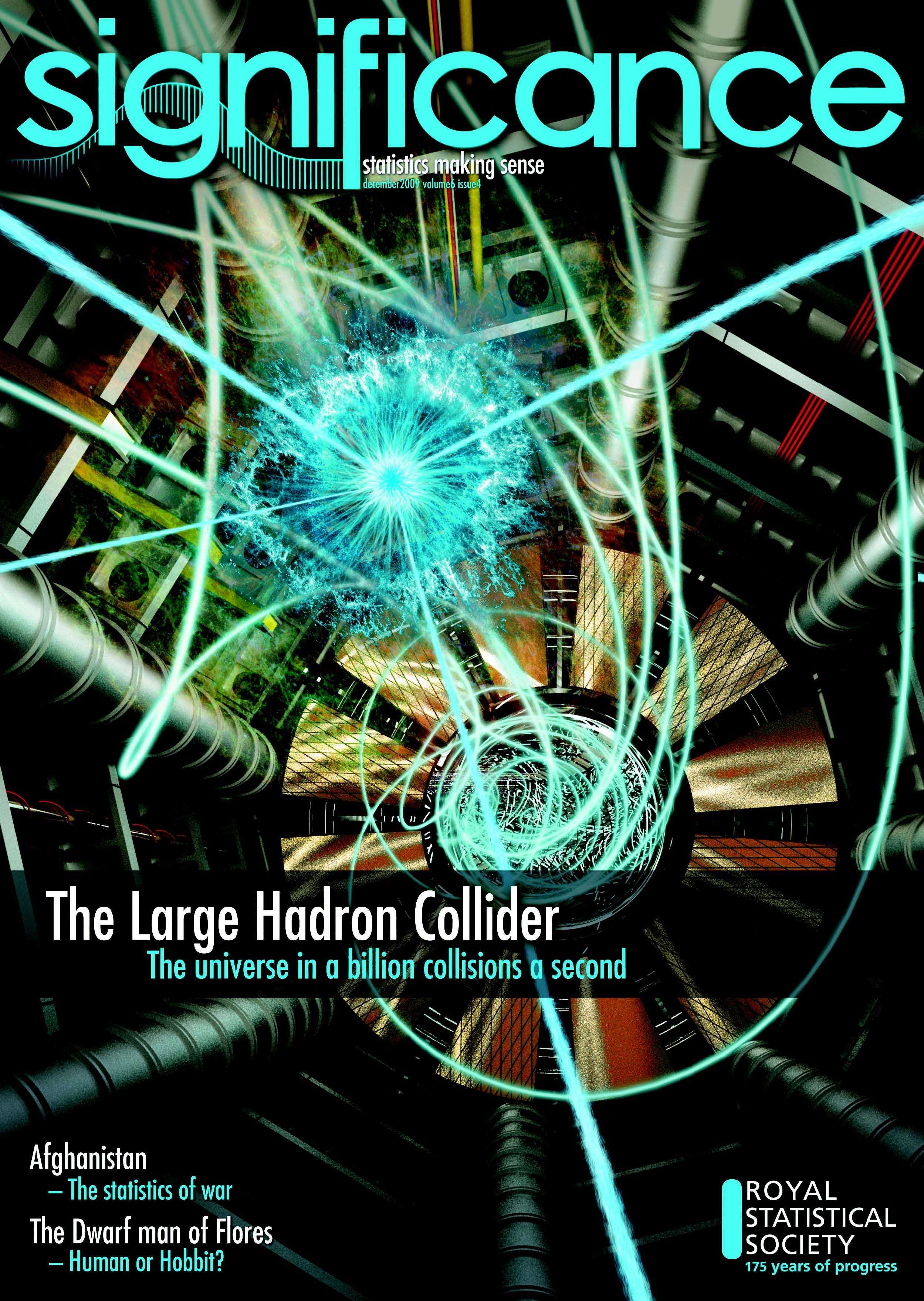
Significance magazine

La Societat és especialment compromesa amb l'aprovació de la Statistics and Registration Service Act 2007, havent defensat sempre la legislació sobre estadístiques.

### Actes
L'RSS organitza una conferència anual. Entre els premis de la Societat destaquen la cencessió de la Medalla Guy en or, plata i bronze, en honor de William Guy.

### Publicacions
La Societat publica el Journal of the Royal Statistical Society que en l'actualitat consta de tres sèries separades que inclou les ponències presentades a les reunions ordinàries de la Societat, és a dir, la Sèrie A (Estadístiques de la Societat), de la Sèrie B (Metodologia Estadística) i de la Sèrie C (Estadística Aplicada), així com una revista general anomenada “Significance” publicada conjuntament amb l'American Statistical Association. Al setembre de 2013, la Societat va crear StatsLife, un lloc per a la revista en línia que publica notícies, entrevistes i opinions sobre el món de les estadístiques i les dades.

## Altres enllaços
- ̇The Royal Statistical Society al lloc web oficial
- RSS StatsLife al lloc RSS Arxivat 2016-01-12 a Wayback Machine.
- The Royal Statistical Society MacTutor Arxivat 2005-05-11 a Wayback Machine.
- Scholarly Societies Project: RSS a RSS Arxivat 2006-09-28 a Wayback Machine. RoyalStatSoc's a YouTube